# Список букв кириллицы
Ниже приведён список букв кириллицы с указанием случаев их использования.
Буквы, представленные как изображения, не включены в Юникод, и их невозможно вывести на экран как компьютерный символ за исключением тех случаев, когда они могут быть заменены на схожие по начертанию.

## Русский алфавит
Русский алфавит 
| А а | Б б | В в | Г г | Д д | Е е | Ё ё | Ж ж | З з | И и | Й й |
| К к | Л л | М м | Н н | О о | П п | Р р | С с | Т т | У у | Ф ф |
| Х х | Ц ц | Ч ч | Ш ш | Щ щ | Ъ ъ | Ы ы | Ь ь | Э э | Ю ю | Я я |

## Расширения
| Буква | Название                                    | Использование |
| ----- | ------------------------------------------- | --- |
| Ә ә   | Шва                                         | Абхазский, азербайджанский, башкирский, дунганский, казахский, калмыцкий, каракалпакский, кетский, курдский, сибирско-татарский, татарский, туркменский, уйгурский, селькупский, хантыйский (ваховский, казымский и сургутский диалекты), ваханский                            |
|       | Рукописная А                                | Башкирский алфавит Кулаева (1910—1912) |
| ᲀ     | Круглая В                                   | Старая форма В |
| Ԝ ԝ   | Вэ                                          | Курдский, ягнобский |
|       | Разорванная кружком посередине Г            | Башкирский алфавит Кулаева (1910—1912) |
| Ђ ђ   | Джье                                        | Сербский |
|       | Джье с засечкой в виде кратки справа сверху | |
| Ԁ ԁ   | Коми Д                                      | Коми язык (1919—1940) |
| Ԃ ԃ   | Коми де                                     | Коми язык (1919—1940) |
| Џ џ   | Дже                                         | Сербский, македонский, абхазский, осетинский (1881—1923) |
| Ӡ ӡ   | Абхазская дзе                               | Абхазский, орокский |
| Ꚁ ꚁ   | Двэ                                         | Абхазский (1909—1926) |
| ᲁ     | Д с длинными ножками                        | Старая форма Д |
| Ꙉ ꙉ   | Джервь                                      | Старославянский |
| Ꚃ ꚃ   | Дзвэ                                        | Абхазский (1887) |
| Є є   | Украинская Е                                | Украинский, хантыйский (казымский диалект), церковнославянский, сербский (до сер. XIX века) |
| Ԑ ԑ   | Зеркальная З (Эпсилон)                      | Энецкий, хантыйский |
| Ѕ ѕ   | Дзе                                         | Македонский, старославянский, церковнославянский |
| Ꙅ ꙅ   | Зеркальная дзе                              | Альтернатива буквы Ѕ в церковнославянском |
| Ꙃ ꙃ   | Архаичное зело, дзело                       | Устав (Ѕ) |
| Ԅ ԅ   | Коми зе                                     | Коми язык (1919—1940) |
| Ԇ ԇ   | Коми дзе                                    | Коми язык (1919—1940) |
| Ꙁ ꙁ   | Архаичная земля                             | Устав (З) |
|       | Башкирская Dh                               | Башкирский алфавит Кулаева (1910—1912) |
| І і   | И десятеричное                              | Белорусский, украинский, русский (до 1918), церковнославянский, казахский, хакасский, коми, русинский, удмуртский (до 1897), селькупский |
| Ї ї   | Йи                                          | Украинский, русинский |
| Ꙇ ꙇ   | Йота                                        | Транскрипция буквы Ⰹ (глаголица) |
|       | И десятеричное с крюком посередине          | Русский лингвистический алфавит Л. В. Щербы 1911 года |
| Ј ј   | Йе                                          | Сербский, македонский, алтайский, кильдинский саамский, азербайджанский (до 1991), удмуртский (до 1897), орокский, башкирский алфавит Кулаева (1910—1912) |
|       | Ј с ремешком вверх дном                     | Башкирский алфавит Кулаева (1910—1912) |
| Ԟ ԟ   | Алеутская К                                 | Алеутский (1840, 1848, 1893) |
| Ҡ ҡ   | Башкирская К                                | Башкирский |
| Ԛ ԛ   | Ка                                          | Курдский, абхазский (1909—1926), осетинский (1844—1923) |
| H h   | Осетинская ха                               | осетинский (1917—1923) |
| Z z   | Осетинская дзе                              | осетинский (1917—1923) |
| G g   | Осетинская дже                              | осетинский (1917—1923) |
| Ҁ ҁ   | Коппа                                       | Старославянский |
| Ѯ ѯ   | Кси                                         | Старославянский, церковнославянский |
| ᴫ     | Капительная Л                               | Уральский фонетический алфавит |
|       | Глухая Л                                    | Кабардинский (1906) |
| Ԉ ԉ   | Коми ле                                     | Коми (1919—1940) |
|       | Гхат/фрикативное Л                          | |
| Ӏ ӏ   | Палочка                                     | Абазинский, адыгейский, аварский, чеченский, даргинский, ингушский, кабардинский, лакский, лезгинский, табасаранский, рутульский, агульский, арчинский, ахвахский, андийский, каратинский, цахурский                                                                           |
| Ԋ ԋ   | Коми не                                     | Коми язык (1919—1940) |
| Ѵ ѵ   | Ижица                                       | Старославянский, церковнославянский, дореволюционный русский, удмуртский (до 1897), абхазский (до 1926) |
| Ө ө   | Перечёркнутая О                             | Татарский, башкирский, казахский, тувинский, тофаларский, долганский, якутский, азербайджанский, туркменский, каракалпакский, киргизский, уйгурский, калмыцкий, бурятский, монгольский, селькупский, хантыйский (ваховский и сургутский диалекты), кетский, эвенский, орокский |
| Ѻ ѻ   | Широкое О                                   | Церковнославянский |
| ᲂ     | Узкое О                                     | Старая форма О |
| Ꚛ ꚛ   | Перекрещённая О                             | некоторые церковнославянские рукописи (В слове ꚛкрестъ) |
| Ꙩ ꙩ   | Монокулярная О                              | Некоторые славянские рукописи (в слове ꙩко), берестяные грамоты XIV—XV веков (в позиции начала слога) |
| Ꙫ ꙫ   | Бинокулярная О                              | Некоторые славянские рукописи (в слове ꙫчи) |
| ꙮ     | Мультиокулярная О                           | Некоторые славянские рукописи (во фразе серафими многоꙮчитїи) |
| Ѡ ѡ   | Омега                                       | Старославянский, церковнославянский |
| Ꙍ ꙍ   | Широкая омега                               | Церковнославянский |
| Ѱ ѱ   | Пси                                         | Старославянский, церковнославянский |
| Ԍ ԍ   | Коми се                                     | Коми язык (1919—1940) |
| ᲃ     | Широкая С                                   | Старая форма С |
|       | Долгая С                                    | Башкирский алфавит Кулаева (1910—1912) |
| Ԏ ԏ   | Коми тье                                    | Коми язык (1919—1940) |
| Ꚍ ꚍ   | Твэ                                         | Абхазский (до 1926) |
| ᲄ     | Высокая Т                                   | Старая форма Т |
| ᲅ     | Трёхногая Т                                 | Старая форма Т |
| Ћ ћ   | Чье                                         | Сербский, татский, горско-еврейский язык |
| Ү ү   | Прямая У                                    | Башкирский, азербайджанский, каракалпакский, казахский, киргизский, туркменский, татарский, якутский, долганский, тувинский, тофаларский, уйгурский, монгольский, бурятский, калмыцкий, дунганский                                                                             |
|       | Рукописная У                                | Башкирский алфавит Кулаева (1910—1912) |
| Ѳ ѳ   | Фита                                        | Старославянский, церковнославянский, дореволюционный русский, удмуртский (до 1897) |
| Ҩ ҩ   | Абхазская ха                                | Абхазский |
|       | Башкирская ха                               | Башкирский алфавит Кулаева (1910—1912) |
| Һ һ   | Шха                                         | Казахский, башкирский, кильдинский саамский, бурятский, калмыцкий, татарский, якутский, долганский, азербайджанский, уйгурский, тофаларский, абхазский (1887), курдский, кабардинский (1830), башкирский алфавит Кулаева (1910—1912)                                           |
| Ԧ ԧ   | Шха с нижним выносным элементом             | Татский, горско-еврейский язык |
| Ꚕ ꚕ   | Хвэ                                         | Абхазский (1887) |
|       | Хенг                                        | Кабардинский (1906) |
|       | Шха с верхней частью цили                   | |
|       | Һ c засечкой в виде кратки справа сверху    | |
| Ꚏ ꚏ   | Цвэ                                         | Абхазский (до 1926) |
| Ꙡ ꙡ   | Зеркальная Ц                                | Старославянский |
|       | Ц с длинной левой ножкой                    | |
|       | Цили                                        | |
|       | Цили с перекладиной                         | |
|       | Чари                                        | |
|       | Чари с засечкой в виде кратки справа сверху | |
| Ҽ ҽ   | Абхазская Ч                                 | Абхазский |
| Ҽ̆ ҽ̆   | Абхазская Ч с краткой                       | Абхазский (1909—1926) |
| Ҿ ҿ   | Абхазская Ч с нижним выносным элементом     | Абхазский |
| Ꚗ ꚗ   | Швэ                                         | Абхазский (до 1925—1926) |
| ᲆ     | Высокий Ъ                                   | Старая форма Ъ |
| Ꙟ ꙟ   | Ын                                          | Румынская кириллица |
| ᲋     | Ы с соединительным штрихом                  | Кабардинский, русский лингвистический алфавит Л. В. Щербы 1911 года, кириллический тюркологический алфавит В. В. Радлова 1906 года |
| Ҍ ҍ   | Полумягкий знак                             | Кильдинский диалект саамского языка |
| Ꙏ ꙏ   | Нейтральный ер                              | Транскрипция документов (когда сложно понять, Ъ это или Ь) |
| Ѣ ѣ   | Ять                                         | Старославянский, церковнославянский, болгарский (до 1945 г.), русский (до 1918 г.), кабардинский (1830) |
| ᲇ     | Высокий ять                                 | Старая форма Ѣ |
| Ꙕ ꙕ   | Зеркальная Ю                                | Среднеболгарский |
| Ѧ ѧ   | Малый юс                                    | Старославянский, церковнославянский |
| Ꙙ ꙙ   | Закрытый малый юс                           | Альтернативная форма буквы Ѧ |
| Ѫ ѫ   | Большой юс                                  | Старославянский, церковнославянский, болгарский (до 1945), румынский (до 1860-х) |
| Ꙛ ꙛ   | Смешанный юс                                | Среднеболгарский |

## Буквы с диакритическими знаками

### А
| Буква | Название                     | Использование |
| ----- | ---------------------------- | --- |
| А́ а́   | А с акутом / знаком ударения | Ударение в русском |
| А̀ а̀   | А с грависом                 | Ударение в болгарском |
| Ӑ ӑ   | А с краткой                  | Чувашский, хантыйский (казымский, сургутский и шурышкарский диалекты), ительменский, селькупский (кетский), мордовский (1892 и 1897), тверской диалект карельского языка (1820) |
| А͏̆ а͏̆   | А с бревисом                 | Ненецкий (словари) |
| Ӓ ӓ   | А с умлаутом                 | Горномарийский, северо-западный марийский, кильдинский саамский, селькупский, хантыйский (ваховский и сургутский диалекты), гагаузский, карельский (1894)                       |
| А̂ а̂   | А с циркумфлексом            | Болгарский, сербский (не отдельные буквы, используемые в диалектах), удэгейский                                                                                                 |
| Ӓ̄ ӓ̄   | А с умлаутом и макроном      | Кильдинский саамский, селькупский (кетский) |
| А̄ а̄   | А с макроном                 | Эвенский, ингушский, мансийский, нанайский, орокский, ульчский, кильдинский саамский, селькупский (нарымский и кетский)                                                         |
| А̊ а̊   | А с кружком                  | Македонский (нестрамско-костенарийские говоры) |
| А̃ а̃   | А с тильдой                  | Хиналугский |
| А̨ а̨   | А с огонэком                 | Литовская кириллица, польская кириллица |

### В
| Буква | Название    | Использование |
| ----- | ----------- | ------------- |
| В̌ в̌   | В с гачеком | Ваханский     |

### Г
| Буква | Название                                 | Использование |
| ----- | ---------------------------------------- | --- |
| Ѓ ѓ   | Ге                                       | Македонский |
| Ґ ґ   | Г с подъёмом                             | Украинский, белорусский (тарашкевица)                                                                                       |
| Г̌ г̌   | Г с гачеком                              | Ваханский |
| Ғ̌ ғ̌   | Г с гачеком и штрихом                    | Ваханский |
| Г̆ г̆   | Г с краткой                              | Абхазский (1909—1926) |
| Ҕ̆ ҕ̆   | Г с краткой и крюком посередине          | Абхазский (1909—1926) |
| Г̑ г̑   | Г с перевёрнутой краткой                 | Алеутский (1893) |
| Г̇ г̇   | Г с точкой сверху                        | Кабардинский (1830) |
| Г̄ г̄   | Г с макроном                             | Карельский (1887) |
| Г̓ г̓   | Г с запятой сверху                       | Абхазский (1887), осетинский (1881—1923)                                                                                    |
| Г̣ г̣   | Г с точкой снизу                         | Кириллизация арабского языка                                                                                                |
| Ғ ғ   | Г со штрихом                             | Азербайджанский, башкирский, казахский, уйгурский, хакасский, шорский, сибирско-татарский, таджикский, узбекский, ваханский |
| Ғ̊ ғ̊   | Г со штрихом и кружком                   | Язгулямский |
| Ӻ ӻ   | Г со штрихом и крюком                    | Нивхский |
|       | Г со штрихом и нижним выносным элементом | Нивхский |
|       | Г с крюком                               | Нивхский, эскимосский |
| Ҕ ҕ   | Г с крюком посередине                    | Якутский, абхазский (до 1998), осетинский (1844—1923)                                                                       |
| Ӷ ӷ   | Г с нижним выносным элементом            | Эскимосский юитский, кетский, нивхский, абхазский, селькупский (среднеобский, нарымский и кетский), алеутский (1790, 1848)  |
| Г̧ г̧   | Г с седилью                              | Тверской диалект карельского языка (1820)                                                                                   |

### Д
| Буква | Название         | Использование                                                                     |
| ----- | ---------------- | --------------------------------------------------------------------------------- |
| Д́ д́   | Д с акутом       | Селькупский (кетский)                                                             |
| Д̌ д̌   | Д с гачеком      | Ваханский                                                                         |
| Д̈ д̈   | Д с умлаутом     | Ваханский                                                                         |
| Д̆ д̆   | Д с краткой      | Беринговский диалект алеутского языка                                             |
| Д̣ д̣   | Д с точкой снизу | Кириллизация арабского языка, ваханский (1989), башкирский (XIX — начало XX века) |

### Е
| Буква | Название                              | Использование |
| ----- | ------------------------------------- | --- |
| Е́ е́   | Е с акутом / знаком ударения          | Ударение в русском, тверской диалект карельского языка (1820)                                                               |
| Ѐ ѐ   | Е с грависом                          | Македонский (различение гомофонов), болгарский (ударение)                                                                   |
| Ӗ ӗ   | Е с краткой                           | Чувашский, тверской диалект карельского языка (1820)                                                                        |
| Е͏̆ е͏̆   | Е с бревисом                          | Ненецкий (словари) |
| Ё́ ё́   | Ё с акутом / знаком ударения          | Ударение в русском |
| Ё̄ ё̄   | Ё с макроном                          | Эвенский, эвенкийский, нанайский, негидальский, кильдинский саамский, мансийский, селькупский, ульчский                     |
| Е̄ е̄   | Е с макроном                          | Эвенкийский, мансийский, нанайский, негидальский, орокский, кильдинский саамский, селькупский (кетский), ненецкий (словари) |
| Е̃ е̃   | Е с тильдой                           | Хиналугский |
| Є̈ є̈   | Украинская Е с умлаутом               | Хантыйский |
| Є́ є́   | Украинская Е с акутом/знаком ударения | Ударение в русинском и украинском                                                                                           |

### Ж
| Буква | Название                      | Использование |
| ----- | ----------------------------- | --- |
| Ӂ ӂ   | Ж с краткой                   | Молдавский, гагаузский, абхазский (1909—1926)                                                                                            |
| Ж̑ ж̑   | Ж с перевёрнутой краткой      | Кабардинский (1830) |
| Ӝ ӝ   | Ж с умлаутом                  | Удмуртский |
|       | Ж со штрихом                  | Удмуртский (до 1897) |
| Җ җ   | Ж с нижним выносным элементом | Татарский, уйгурский, калмыцкий, дунганский, туркменский, селькупский (среднеобский, до 2000, кетский), ваханский, коми язык (1919-1940) |

### З
| Буква | Название                      | Использование                   |
| ----- | ----------------------------- | ------------------------------- |
| З́ з́   | З с акутом                    | Черногорский                    |
| З̌ з̌   | З с гачеком                   | Нганасанский, ваханский         |
| З̑ з̑   | З с перевёрнутой краткой      | Кабардинский (1830)             |
| Ӟ ӟ   | З с умлаутом                  | Удмуртский                      |
| Ҙ ҙ   | З с нижним выносным элементом | Башкирский, албанская кириллица |
| Ԑ̈ ԑ̈   | Зеркальная З с умлаутом       | Хантыйский                      |
| З̱ з̠   | З с макроном снизу            | Кириллизация арабского языка    |
| З̣ з̣   | З с точкой внизу              | Кириллизация арабского языка    |

### И
| Буква | Название                                           | Использование |
| ----- | -------------------------------------------------- | --- |
| И́ и́   | И с акутом / знаком ударения                       | Ударение в русском |
| Ѝ ѝ   | И с грависом                                       | Ударение в македонском и болгарском |
| И͏̆ и͏̆   | И с бревисом                                       | Ненецкий (словари) |
| Ҋ ҋ   | Й с хвостиком                                      | Кильдинский саамский |
| Ӥ ӥ   | И с умлаутом                                       | Удмуртский |
| Ӣ ӣ   | И с макроном                                       | Эвенкийский, ингушский, мансийский, нанайский, негидальский, орокский, ульчский, кильдинский саамский, селькупский (кетский), таджикский, ненецкий (словари) |
| И̃ и̃   | И с тильдой                                        | Хиналугский |
| І́ і́   | Белорусско-украинская И с акутом / знаком ударения | Ударение в белорусском, русинском и украинском |
| Ї́ ї́   | Йи с акутом / знаком ударения                      | Ударение в русинском и украинском |
| Ј̵ ј̵   | Йе со штрихом                                      | Якутский (XIX век) |
| Й́ й́   | Й с акутом                                         | Некоторые авторы дунганского языка, китайская транскрипция                                                                                                   |
| Й̀ й̀   | Й с грависом                                       | Некоторые авторы дунганского языка, китайская транскрипция                                                                                                   |
| Й̵ й̵   | Й со штрихом                                       | Якутский (конец XIX века, начало XX века) |
| Й̡ й̡   | Й с крюком                                         | Вероятно, форма Ҋ |
| Й̄ й̄   | Й с макроном                                       | Некоторые авторы дунганского языка, китайская транскрипция                                                                                                   |
| Й̌ й̌   | Й с гачеком                                        | Некоторые авторы дунганского языка, китайская транскрипция                                                                                                   |

### К
| Буква | Название                                | Использование |
| ----- | --------------------------------------- | --- |
| Ќ ќ   | Ке                                      | Македонский |
| К̆ к̆   | К с краткой                             | Абхазский (1909—1926) |
| Ӄ̆ ӄ̆   | К с краткой и крюком                    | Абхазский (1909—1926) |
| К̑ к̑   | К с перевёрнутой краткой                | Кабардинский (1830) |
| К̇ к̇   | К с точкой сверху                       | Кабардинский (1830) |
| К̈ к̈   | К с умлаутом                            | Кабардинский (1830) |
| К̓ к̓   | К с запятой сверху                      | Кабардинский (1906), абхазский (1887), осетинский (1881—1923) |
|       | К с верхним выносным элементом          | Кабардинский (1906), русский лингвистический алфавит Л. В. Щербы 1911 года                                                                                                  |
| Ӄ ӄ   | К с крюком                              | Чукотский, корякский, хантыйский (ваховский и сургутский диалекты), осетинский (1844—1923), абхазский, селькупский                                                          |
| Ҟ ҟ   | К со штрихом                            | Абхазский |
| Ҝ ҝ   | К с вертикальным штрихом                | Азербайджанский |
| Қ қ   | К с нижним выносным элементом           | Абхазский, казахский, таджикский, тофаларский, каракалпакский, уйгурский, узбекский, шорский, селькупский (нарымский и кетский), хантыйский (сургутский диалект), ваханский |
| Қ̊ қ̊   | К с нижним выносным элементом и кружком | Язгулямский |
|       | К с петлёй                              | |

### Л
| Буква | Название                      | Использование                                               |
| ----- | ----------------------------- | ----------------------------------------------------------- |
| Л́ л́   | Л с акутом                    | Селькупский (кетский)                                       |
| Л̑ л̑   | Л с перевёрнутой краткой      | Кабардинский (1830)                                         |
| Л̇ л̇   | Л с точкой сверху             | Кабардинский (1830)                                         |
| Ԓ ԓ   | Л с крюком                    | Ительменский, хантыйский (шурышкарский диалект), чукотский  |
| Ԡ ԡ   | Л с крюком посередине         | Абхазский, чувашский                                        |
| Ԯ ԯ   | Л с нижним выносным элементом | Хантыйский                                                  |
| Ӆ ӆ   | Л с хвостиком                 | Кильдинский саамский, удмуртский (до 1897), ненецкий лесной |
|       | Глухая Л с запятой сверху     | Кабардинский (1906)                                         |
|       | Л с ретрофлексным крюком      | Русский лингвистический алфавит Л. В. Щербы 1911 года       |
|       | Л с круглым верхом и завитком |                                                             |

### М
| Буква | Название      | Использование        |
| ----- | ------------- | -------------------- |
| Ӎ ӎ   | М с хвостиком | Кильдинский саамский |

### Н
| Буква | Название                      | Использование |
| ----- | ----------------------------- | --- |
| Н́ н́   | Н с акутом                    | Селькупский (кетский) |
| Ӈ ӈ   | Н с крюком                    | Кильдинский саамский, мансийский, долганский, ительменский, эвенкийский, корякский, ненецкий, чукотский, селькупский, хантыйский (ваховский, сургутский и шурышкрский диалекты), орокский |
| Ԣ ԣ   | Н с крюком посередине         | Чувашский (1872), удмуртский (до 1897) |
| Ԩ ԩ   | Н с крюком слева              | Орокский |
| Ң ң   | Н с нижним выносным элементом | Казахский, татарский, башкирский, калмыцкий, киргизский, уйгурский, дунгайский, тувинский, хакасский, шорский, туркменский, селькупский (нарымский)                                       |
| Ӊ ӊ   | Н с хвостиком                 | Кильдинский саамский, хантыйский (казымский, сургутский и шурышкарский диалекты) |

### О
| Буква | Название                     | Использование |
| ----- | ---------------------------- | --- |
| О́ о́   | О с акутом / знаком ударения | Ударение в русском |
| О̀ о̀   | О с грависом                 | Ударение в болгарском |
| О̂ о̂   | О с циркумфлексом            | Тверской диалект карельского языка (1820), энецкий |
| О̆ о̆   | О с краткой                  | Ительменский, хантыйский (шурышкарский диалект), тверской диалект карельского языка (1820) |
| О͏̆ о͏̆   | О с бревисом                 | Ненецкий (словари) |
| Ӧ ӧ   | О с умлаутом                 | Удмуртский, коми, марийский, горномарийский, северо-западный марийский, хакасский, шорский, алтайский, гагаузский, селькупский, урумский, кильдинский саамский, курдский, хантыйский (ваховский и сургутский диалекты), карельский (1894), тверской диалект карельского языка (1820) |
| Ӧ̄ ӧ̄   | О с умлаутом и макроном      | Селькупский (нарымский и кетский) |
| О̄ о̄   | О с макроном                 | Эвенкийский, мансийский, нанайский, негидальский, орокский, ульчский, кильдинский саамский, йоканьгско-саамский, селькупский (нарымский и кетский), русинский (в Закарпатье), ненецкий (словари)                                                                                     |
| О̃ о̃   | О с тильдой                  | Хиналугский |
|       | О с зарубкой снизу           | Башкирский алфавит Кулаева (1910—1912) |
|       | О с зарубкой слева           | Башкирский алфавит Кулаева (1910—1912) |
|       | О с зарубкой сверху          | Русский лингвистический алфавит Льва Щербы 1911 года |
| Ө̆ ө̆   | Перечёркнутая О с краткой    | Хантыйский (сургутский) |
| Ӫ ӫ   | Перечёркнутая О с умлаутом   | Эвенский, хантыйский (ваховский и сургутский) |
| Ө̄ ө̄   | Перечёркнутая О с макроном   | Негидальский, орокский, селькупский |
| Ѽ ѽ   | Омега с великим апострофом   | Церковнославянский |

### П
| Буква | Название                      | Использование                                                 |
| ----- | ----------------------------- | ------------------------------------------------------------- |
| П̑ п̑   | П с перевёрнутой краткой      | Кабардинский (1830)                                           |
| П̓ п̓   | П с запятой сверху            | Кабардинский (1906), абхазский (1887), осетинский (1881—1923) |
| Ҧ ҧ   | П с крюком посередине         | Абхазский (До 1998), осетинский (1844—1923)                   |
| Ԥ ԥ   | П с нижним выносным элементом | Абхазский                                                     |

### Р
| Буква | Название             | Использование                                        |
| ----- | -------------------- | ---------------------------------------------------- |
| Р́ р́   | Р с акутом           | Чувашский                                            |
| Р̌ р̌   | Р с гачеком          | Нивхский, польский (1863—1874)                       |
| Ҏ ҏ   | Р с чёрточкой        | Кильдинский саамский, албанская кириллица            |
|       | Р с крюком           | Русский лингвистический алфавит Льва Щербы 1911 года |
|       | Разорванная справа Р | Русский лингвистический алфавит Льва Щербы 1911 года |

### С
| Буква | Название                                       | Использование                                                                      |
| ----- | ---------------------------------------------- | ---------------------------------------------------------------------------------- |
| С́ с́   | С с акутом                                     | Черногорский                                                                       |
| С̌ с̌   | С с гачеком                                    | Ваханский                                                                          |
| Ҫ̓ ҫ̓   | С с запятой сверху и нижним выносным элементом | Кабардинский (1906)                                                                |
| Ҫ ҫ   | С с нижним выносным элементом                  | Башкирский, чувашский, удмуртский (до 1897), абхазский (1887), кабардинский (1906) |

### Т
| Буква | Название                      | Использование                                                                            |
| ----- | ----------------------------- | ---------------------------------------------------------------------------------------- |
| Т́ т́   | Т с акутом                    | Селькупский (кетский)                                                                    |
| Т̑ т̑   | Т с перевёрнутой краткой      | Кабардинский (1830)                                                                      |
| Т̈ т̈   | Т с умлаутом                  | Ваханский                                                                                |
| Т̓ т̓   | Т с запятой сверху            | Кабардинский (1906), абхазский (1887), осетинский (1881—1923)                            |
| Ꚋ ꚋ   | Т с крюком посередине         | Абхазский (1909—1926), осетинский (1844—1923), удмуртский (до 1897), чувашский (до 1926) |
| Ҭ ҭ   | Т с нижним выносным элементом | Абхазский                                                                                |
| Ꚍ̆ ꚍ̆   | Твэ с краткой                 | Абхазский (до 1926)                                                                      |

### У
| Буква | Название                                | Использование |
| ----- | --------------------------------------- | --- |
| У́ у́   | У с акутом / знаком ударения            | Ударение в русском |
| Ӳ ӳ   | У с двойным акутом                      | Чувашский |
| У̀ у̀   | У с грависом                            | Ударение в болгарском |
| Ў ў   | У краткое                               | Белорусский, узбекский, каракалпакский, дунганский, юпикский, нивхский, хантыйский (казымский, сургутский и шурышкарский диалекты), алеутский (1848), тверской диалект карельского языка (1820), абхазский (словари)                                                                     |
| Ў́ ў́   | У краткое с акутом / знаком ударения    | Ударение в белорусском, узбекском, каракалпакском, дунганском, юпикском, нивхском, хантыйском, казымском, сургутском и шурышкарском диалекты), алеутском (1848), тверской диалект карельского языка (1820), используется некоторыми авторами в дунганском, транскрипция китайского языка |
| У͏̆ у͏̆   | У с бревисом                            | Ненецкий (словари) |
| Ӱ ӱ   | У с умлаутом                            | Алтайский, хакасский, шорский, гагаузский, хантыйский (ваховский, сургутский и шурышкарский диалекты), марийский, горномарийский, северо-западный марийский, урумский, селькупский, карельский (1894)                                                                                    |
| Ӱ́ ӱ́   | У с умлаутом и акутом / знаком ударения | Ударение в русинском |
| Ӱ̄ ӱ̄   | У с умлаутом и макроном                 | Селькупский (нарымский и кетский) |
| Ӯ ӯ   | У с макроном                            | Эвенский, мансийский, нанайский, негидальский, орокский, ульчский, кильдинский саамский, селькупский (нарымский и кетский), таджикский, русинский (в Закарпатье), ненецкий (словари) |
| У̃ у̃   | У с тильдой                             | Хиналугский |
| У̊ у̊   | У с кружком сверху                      | Шугнанский, язгулямский, рушанский, северо-западный марийский |
| Ӱ̊ ӱ̊   | У с умлаутом и кружком сверху           | Северо-западный марийский |
| Ў̄ ў̄   | У краткое с макроном                    | Некоторые авторы дунганского языка, транскрипция китайского языка |
| Ў̌ ў̌   | У краткое с гачеком                     | Некоторые авторы дунганского языка, транскрипция китайского языка |
| Ү́ ү́   | Прямая У с акутом                       | Монгольский |
| Ұ ұ   | Прямая У со штрихом                     | Казахский |

### Ф
| Буква | Название                 | Использование       |
| ----- | ------------------------ | ------------------- |
| Ф̑ ф̑   | Ф с перевёрнутой краткой | Кабардинский (1830) |
| Ф̓ ф̓   | Ф с запятой сверху       | Кабардинский (1906) |

### Х
| Буква | Название                      | Использование                                                                                   |
| ----- | ----------------------------- | ----------------------------------------------------------------------------------------------- |
| Х́ х́   | Х с акутом                    | Абхазский (1887)                                                                                |
| Х̌ х̌   | Х с гачеком                   | Ваханский                                                                                       |
| Х̆ х̆   | Х с краткой                   | Абхазский (1909—1926)                                                                           |
| Х̑ х̑   | Х с перевёрнутой краткой      | Алеутский (1893), кабардинский (1830)                                                           |
| Х̇ х̇   | Х с точкой сверху             | Кабардинский (1830)                                                                             |
| Х̓ х̓   | Х с запятой сверху            | Кабардинский (1906)                                                                             |
| Х̱ х̠   | Х с макроном снизу            | Кириллизация арабского языка                                                                    |
| Х̣ х̣   | Х с точкой снизу              | Кириллизация арабского языка                                                                    |
| Х̮ х̮   | Х с краткой снизу             | Кириллизация арабского языка                                                                    |
| Ӽ ӽ   | Х с крюком                    | Ительменский, нивхский, юитские, алеутский, хантыйский (ваховский диалект)                      |
| Ӿ ӿ   | Х со штрихом                  | Нивхский                                                                                        |
| Ҳ ҳ   | Х с нижним выносным элементом | Абхазский, ительменский, каракалпакский, таджикский, узбекский, хантыйский (сургутский диалект) |
| Х̾ х̾   | Х с вертикальной тильдой      | Польский (XIX век)                                                                              |

### Ц
| Буква | Название           | Использование                                                 |
| ----- | ------------------ | ------------------------------------------------------------- |
| Ц́ ц́   | Ц с акутом         | Абхазский (1887)                                              |
| Ц̌ ц̌   | Ц с гачеком        | Ваханский                                                     |
| Ц̓ ц̓   | Ц с запятой сверху | Кабардинский (1906), абхазский (1887), осетинский (1881—1923) |
| Ꚏ̆ ꚏ̆   | Цвэ с краткой      | Абхазский (до 1926)                                           |

### Ч
| Буква | Название                                     | Использование                                                                                           |
| ----- | -------------------------------------------- | --- |
| Ч̑ ч̑   | Ч с перевёрнутой краткой                     | Кабардинский (1830)                                                                                     |
| Ӵ ӵ   | Ч с умлаутом                                 | Удмуртский, ваханский                                                                                   |
| Ч̓ ч̓   | Ч с запятой сверху                           | Абхазский (1887), осетинский (1881—1923)                                                                |
|       | Ч с крюком                                   | Тофаларский, Хантыйский (сургутский диалект)                                                            |
| Ҹ ҹ   | Ч с вертикальным штрихом                     | Азербайджанский                                                                                         |
| Ҷ ҷ   | Ч с нижним выносным элементом                | Абхазский, таджикский, селькупский (нарымский), хантыйский (ваховский и сургутский диалекты), ваханский |
| Ӌ ӌ   | Хакасская Ч                                  | Хакасский                                                                                               |
| Ҷ̣ ҷ̣   | Ч с нижним выносным элементом и точкой снизу | Ваханский (1989)                                                                                        |

### Ш
| Буква | Название                 | Использование         |
| ----- | ------------------------ | --------------------- |
| Ш̆ ш̆   | Ш с краткой              | Абхазский (до 1926)   |
| Ш̑ ш̑   | Ш с перевёрнутой краткой | Кабардинский (1830)   |
| Ꚗ̆ ꚗ̆   | Швэ с краткой            | Абхазский (1909—1926) |

### Щ
| Буква | Название    | Использование    |
| ----- | ----------- | ---------------- |
| Щ̆ щ̆   | Щ с краткой | Абхазский (1887) |

### Ъ
| Буква | Название           | Использование                                        |
| ----- | ------------------ | ---------------------------------------------------- |
| Ъ̀ ъ̀   | Ъ с грависом       | Ударение в болгарском                                |
| Ъ̌ ъ̌   | Ъ с гачеком        | Перевод стихотворения «Завещание» на ахвахский язык  |
|       | Ъ с правым штрихом | Русский лингвистический алфавит Л.В. Щербы 1911 года |

### Ы
| Буква | Название                     | Использование                                                                                         |
| ----- | ---------------------------- | --- |
| Ы́ ы́   | Ы с акутом / знаком ударения | Ударение в русском                                                                                    |
| Ы̆ ы̆   | Ы с краткой                  | Марийский (до 1929)                                                                                   |
| ы͏̆     | Ы с бревисом                 | Ненецкий (словари)                                                                                    |
| Ӹ ӹ   | Ы с умлаутом                 | Горномарийский, северо-западный марийский                                                             |
| Ы̄ ы̄   | Ы с макроном                 | Эвенкийский, мансийский, нанайский, негидальский, ульчский, селькупский (кетский), ненецкий (словари) |
| Ы̂ ы̂   | Ы с циркумфлексом            | Удэгейский (ранее)                                                                                    |
| Ы̃ ы̃   | Ы с тильдой                  | Мордовский (1892 и 1897)                                                                              |

### Э
| Буква | Название                     | Использование |
| ----- | ---------------------------- | --- |
| Э́ э́   | Э с акутом / знаком ударения | Ударение в русском |
| Э͏̆ э͏̆   | Э с бревисом                 | Ненецкий (словари) |
| Э̄ э̄   | Э с макроном                 | Эвенкийский, мансийский, нанайский, негидальский, орокский, ульчский, кильдинский саамский, селькупский (нарымский и кетский), ненецкий (словари) |
| Э̇ э̇   | Э с точкой сверху            | Ненецкий (словари), энецкий (газеты) |
| Ӭ ӭ   | Э с умлаутом                 | Кильдинский саамский, селькупский (среднеобский), ненецкий лесной                                                                                 |
| Э̌ э̌   | Э с гачеком                  | Некоторые авторы дунганского языка |
| Ӭ́ ӭ́   | Э с умлаутом и акутом        | Кильдинский саамский |
| Ӭ̄ ӭ̄   | Э с умлаутом и макроном      | Кильдинский саамский |

### Ю
| Буква | Название                     | Использование |
| ----- | ---------------------------- | --- |
| Ю́ ю́   | Ю с акутом / знаком ударения | Ударение в русском                                                                                                |
| Ю̀ ю̀   | Ю с грависом                 | Ударение в болгарском                                                                                             |
| Ю̂ ю̂   | Ю с циркумфлексом            | Тверской диалект карельского языка (1820)                                                                         |
| Ю̆ ю̆   | Ю с краткой                  | Хантыйский (казымский и шурышкарский)                                                                             |
| Ю̈ ю̈   | Ю с умлаутом                 | Селькупский, карельский (1887), тверской диалект карельского языка (1820)                                         |
| Ю̈́ ю̈́   | Ю с умлаутом и акутом        | Русинский |
| Ю̄ ю̄   | Ю с макроном                 | Эвенкийский, мансийский, нанайский, негидальский, ульчский, кильдинский саамский, селькупский, ненецкий (словари) |

### Я
| Буква | Название                     | Использование |
| ----- | ---------------------------- | --- |
| Я́ я́   | Я с акутом / знаком ударения | Ударение в русском |
| Я̀ я̀   | Я с грависом                 | Ударение в болгарском |
| Я̆ я̆   | Я с краткой                  | Хантыйский (казымский и шурышкарский)                                                                                        |
| Я͏̆ я͏̆   | Я с бревисом                 | Ненецкий (словари) |
| Я̈ я̈   | Я с умлаутом                 | Ранее — болгарский, мордовский (1892 и 1897), тверской диалект карельского языка (1820)                                      |
| Я̄ я̄   | Я с макроном                 | Эвенкийский, ингушский, мансийский, нанайский, негидальский, ульчский, кильдинский саамский, селькупский, ненецкий (словари) |
| Я̂ я̂   | Я с циркумфлексом            | Удэгейский (ранее) |

### Прочие
| Буква | Название                       | Использование                                                |
| ----- | ------------------------------ | ------------------------------------------------------------ |
| Ә́ ә́   | Шва с акутом / знаком ударения | Ударение в татарском                                         |
| Ӛ ӛ   | Шва с умлаутом                 | Хантыйский (ваховский и казымский)                           |
| Ә̄ ә̄   | Шва с макроном                 | Селькупский (нарымский)                                      |
| Ә̃ ә̃   | Шва с тильдой                  | Хиналугский                                                  |
| Ѣ́ ѣ́   | Ять с акутом / знаком ударения | Ударение в русском (дореформенная орфография)                |
| Ѣ̆ ѣ̆   | Ять с краткой                  | Тверской диалект карельского языка (1820)                    |
| Ѣ̈ ѣ̈   | Ять с умлаутом                 | Русский (до 1918 г.)                                         |
| Џ̆ џ̆   | Дже с краткой                  | Абхазский (1909—1926)                                        |
| Ԛ̆ ԛ̆   | Ка с краткой                   | Абхазский (1909—1926)                                        |
| Ѷ ѷ   | Ижица с кендемой               | Старославянский, церковнославянский, дореволюционный русский |
| Ү̌ ү̌   | Прямое У с гачеком             | Некоторые авторы дунганского языка                           |

## Лигатуры
| Буква | Разложение              | Название                       | Использование |
| ----- | ----------------------- | ------------------------------ | --- |
| Ӕ ӕ   | АЕ                      | Лигатура АЕ                    | Осетинский |
| Ꙣ ꙣ   | ДГ                      | Мягкая Д                       | Старославянский |
| Ԫ ԫ   | ДЖ                      | Лигатура ДЖ                    | Старые алфавиты коми и осетинского |
| Ꚉ ꚉ   | ДЗ                      | Дзэ                            | Абхазский (до 1926) |
| Ԭ ԭ   | ДЧ                      | Дче                            | Ранее коми |
|       | ДЬ                      | Лигатура ДЬ                    | Сербский (1814) |
|       | ЕА                      | Лигатура ЕА                    | |
| Ꚅ ꚅ   | ЗЖ                      | Жвэ                            | Абхазский (1887) |
| Ꚅ̆ ꚅ̆   | ЗЖ + кратка             | Жвэ с краткой                  | Абхазский (1887) |
| Ꙗ ꙗ   | ІА                      | Йотированное А                 | Старославянский, церковнославянский |
| Ѥ ѥ   | ІЄ                      | Йотированное Е                 | Старославянский, церковнославянский |
| Ꙓ ꙓ   | ІѢ                      | Йотированное ять               | Старославянский |
| Ѩ ѩ   | ІѦ                      | Йотированный малый юс          | Старославянский |
| Ꙝ ꙝ   | ІꙘ                      | Йотированный закрытый малый юс | Альтернативная форма буквы Ѩ |
| Ѭ ѭ   | ІѪ                      | Йотированный большой юс        | Старославянский |
|       | ІꙚ                      | Смешанный юс йотированный      | Старый болгарский |
|       | ІꙊ                      | Йотированный ук                | Румынский (XIX век) |
|       | ІꙊ̆                      | Йотированный ук с краткой      | Румынский (XIX век) |
| Ꙥ ꙥ   | ЛГ                      | Мягкая Л                       | Старославянский |
|       | ЛР                      | Лре                            | Русский лингвистический алфавит Л. В. Щербы 1911 года |
| Ԕ ԕ   | ЛХ                      | Лха                            | Мокшанский (1920-е годы) |
| Љ љ   | ЛЬ                      | Ле                             | Македонский, сербский |
| Ꙧ ꙧ   | МГ                      | Мягкая М                       | Старославянский |
| Ҥ ҥ   | НГ                      | Лигатура НГ                    | Якутский, алтайский, марийский, северо-западный марийский, мордовский (1892 и 1897), алеутский (1840, 1848, 1893), старославянский, башкирский алфавит Кулаева (1910—1912) |
| Њ њ   | НЬ                      | Лигатура НЬ                    | Македонский, сербский |
| Ꚙ ꚙ   | ОО                      | Двойная О                      | Некоторые старославянские манускрипты (в словах двꚙе, ꚙбо, ꚙбанадесять и двꚙюнадесять)                                                                                     |
| Ꙭ ꙭ   | ꙨꙨ                      | Двойная монокулярная О         | Некоторые старославянские манускрипты (в слове ꙭчи) |
| Ѿ ѿ   | ѠТ                      | От                             | Старославянский, церковнославянский |
| Ԗ ԗ   | РХ                      | Рха                            | Мокшанский (1920-е годы) |
|       | СТ                      | Лигатура СТ                    | Старославянский, полноразмерная версия ◌ⷵ |
|       | ТЛ                      | Тле                            | Русский лингвистический алфавит Л. В. Щербы 1911 года |
|       | ТЛ + ретрофлексный крюк | Тле с ретрофлексным крюком     | Русский лингвистический алфавит Л. В. Щербы 1911 года |
| Ꚑ ꚑ   | ТС                      | Тссе (Лигатура ТС)             | Абхазский (до 1926) |
|       | ТП                      | Тпе                            | |
| Ѹ ѹ   | ОУ                      | Ук                             | Старославянский, церковнославянский |
| Ꙋ ꙋ   | ОУ                      | Ук                             | Старославянский, церковнославянский |
| ᲈ     | ОУ                      | Неслитный ук                   | Форма буквы Ꙋ |
| Ҵ ҵ   | ТЦ                      | Лигатура ТЦ                    | Абхазский, осетинский (1844—1923) |
| Ꚓ ꚓ   | ТЧ                      | Тче                            | Абхазский (1909—1926), осетинский (1844—1923) |
| Ᲊ ᲊ   | ТЬ                      | Тье                            | Хантыйский |
|       | ЦЩ                      | Тсшхье                         | |
| Ꚇ ꚇ   | ЧЧ                      | Чче                            | Абхазский (до 1926) |
| Ꚇ̆ ꚇ̆   | ЧЧ + кратка             | Чче с краткой                  | Абхазский (1887) |
|       | ЧШ                      | Лигатура ЧШ                    | Удмуртский (1880-1890 годы) |
| Ꙑ ꙑ   | ЪІ                      | Ы с твёрдым знаком сзади       | Старославянский |
| Ԙ ԙ   | ЯЕ                      | Лигатура ЯЕ                    | Ранее — мордовские языки |

## Позиции букв кириллицы в алфавитах
Ниже приведена таблица, отражающая номера позиций букв кириллицы в алфавитах различных языков, использующих кириллическую письменность.
Эта таблица может быть использована для оценки распространённости каждой из букв кириллицы.
Каждый столбец соответствует алфавиту языка. Полное название каждого языка указано в поле, всплывающем по наведении курсора на соответствующую ссылку.
Диграфы, занимающие устоявшееся положение в алфавите, но состоящие из двух существующих самостоятельно символов, не включены в таблицу; соответствующие им номера позиций пропущены.
| Буква | рус | русин | укр | бел | болг | мак | серб | башк | коми | марийск | осет | удм | чеч | чув | як | аб     | каз | узб | кир | тадж | молд | монг | тат | хак |
| ----- | --- | ----- | --- | --- | ---- | --- | ---- | ---- | ---- | ------- | ---- | --- | --- | --- | -- | ------ | --- | --- | --- | ---- | ---- | ---- | --- | --- |
| А а   | 1   | 1     | 1   | 1   | 1    | 1   | 1    | 1    | 1    | 1       | 1    | 1   | 1   | 1   | 1  | 1      | 1   | 1   | 1   | 1    | 1    | 1    | 1   | 1   |
| Ӓ ӓ   |     |       |     |     |      |     |      |      |      | 2       |      |     |     |     |    |        |     |     |     |      |      |      |     |     |
| Ӕ ӕ   |     |       |     |     |      |     |      |      |      |         | 2    |     |     |     |    |        |     |     |     |      |      |      |     |     |
| Ӑ ӑ   |     |       |     |     |      |     |      |      |      |         |      |     |     | 2   |    |        |     |     |     |      |      |      |     |     |
| Б б   | 2   | 2     | 2   | 2   | 2    | 2   | 2    | 2    | 2    | 3       | 3    | 2   | 3   | 3   | 2  | 2      | 3   | 2   | 2   | 2    | 2    | 2    | 3   | 2   |
| В в   | 3   | 3     | 3   | 3   | 3    | 3   | 3    | 3    | 3    | 4       | 4    | 3   | 4   | 4   | 3  | 3      | 4   | 3   | 3   | 3    | 3    | 3    | 4   | 3   |
| Г г   | 4   | 4     | 4   | 4   | 4    | 4   | 4    | 4    | 4    | 5       | 5    | 4   | 5   | 5   | 4  | 4      | 5   | 4   | 4   | 4    | 4    | 4    | 5   | 4   |
| Ґ ґ   |     | 5     | 5   |     |      |     |      |      |      |         |      |     |     |     |    |        |     |     |     |      |      |      |     |     |
| Ғ ғ   |     |       |     |     |      |     |      | 5    |      |         |      |     |     |     |    |        | 6   | 5   |     | 5    |      |      |     | 5   |
| Ҕ ҕ   |     |       |     |     |      |     |      |      |      |         |      |     |     |     | 5  | 7      |     |     |     |      |      |      |     |     |
| Д д   | 5   | 6     | 6   | 5   | 5    | 5   | 5    | 6    | 5    | 6       | 7    | 5   | 7   | 6   | 6  | 10     | 7   | 6   | 5   | 6    | 5    | 5    | 6   | 6   |
| Ђ ђ   |     |       |     |     |      |     | 6    |      |      |         |      |     |     |     |    |        |     |     |     |      |      |      |     |     |
| Ѓ ѓ   |     |       |     |     |      | 6   |      |      |      |         |      |     |     |     |    |        |     |     |     |      |      |      |     |     |
| Ҙ ҙ   |     |       |     |     |      |     |      | 7    |      |         |      |     |     |     |    |        |     |     |     |      |      |      |     |     |
| Е е   | 6   | 7     | 7   | 6   | 6    | 7   | 7    | 8    | 6    | 7       | 10   | 6   | 8   | 7   | 8  | 12     | 8   | 7   | 6   | 7    | 6    | 6    | 7   | 7   |
| Ё ё   | 7   | 9     |     | 7   |      |     |      | 9    | 7    | 8       | 11   | 7   | 9   | 8   | 9  |        | 9   | 8   | 7   | 8    |      | 7    |     | 8   |
| Є є   |     | 8     | 8   |     |      |     |      |      |      |         |      |     |     |     |    |        |     |     |     |      |      |      |     |     |
| Ӗ ӗ   |     |       |     |     |      |     |      |      |      |         |      |     |     | 9   |    |        |     |     |     |      |      |      |     |     |
| Ҽ ҽ   |     |       |     |     |      |     |      |      |      |         |      |     |     |     |    | 54     |     |     |     |      |      |      |     |     |
| Ҿ ҿ   |     |       |     |     |      |     |      |      |      |         |      |     |     |     |    | 55     |     |     |     |      |      |      |     |     |
| Ж ж   | 8   | 10    | 9   | 8   | 7    | 8   | 8    | 10   | 8    | 9       | 12   | 8   | 10  | 10  | 10 | 13     | 10  | 9   | 8   | 9    | 7    | 8    | 8   | 9   |
| Ӝ ӝ   |     |       |     |     |      |     |      |      |      |         |      | 9   |     |     |    |        |     |     |     |      |      |      |     |     |
| Җ җ   |     |       |     |     |      |     |      |      |      |         |      |     |     |     |    |        |     |     |     |      |      |      | 9   |     |
| Ӂ ӂ   |     |       |     |     |      |     |      |      |      |         |      |     |     |     |    |        |     |     |     |      | 8    |      |     |     |
| З з   | 9   | 11    | 10  | 9   | 8    | 9   | 9    | 11   | 9    | 10      | 13   | 10  | 11  | 11  | 11 | 16     | 11  | 10  | 9   | 10   | 9    | 9    | 10  | 10  |
| Ѕ ѕ   |     |       |     |     |      | 10  |      |      |      |         |      |     |     |     |    |        |     |     |     |      |      |      |     |     |
| Ӟ ӟ   |     |       |     |     |      |     |      |      |      |         |      | 11  |     |     |    |        |     |     |     |      |      |      |     |     |
| Ӡ ӡ   |     |       |     |     |      |     |      |      |      |         |      |     |     |     |    | 17     |     |     |     |      |      |      |     |     |
| И и   | 10  | 14    | 11  |     | 9    | 11  | 10   | 12   | 10   | 11      | 14   | 12  | 12  | 12  | 12 | 19     | 12  | 11  | 10  | 11   | 10   | 10   | 11  | 11  |
| Ӥ ӥ   |     |       |     |     |      |     |      |      |      |         |      | 13  |     |     |    |        |     |     | 13  |      |      |      |     |     |
| І і   |     | 12    | 12  | 10  |      |     |      |      | 11   |         |      |     |     |     |    |        | 38  |     |     |      |      |      |     | 13  |
| Ї ї   |     | 13    | 13  |     |      |     |      |      |      |         |      |     |     |     |    |        |     |     |     |      |      |      |     |     |
| Й й   | 11  | 16    | 14  | 11  | 10   |     |      | 13   | 12   | 12      | 15   | 14  | 13  | 13  | 13 |        | 13  | 13  | 11  | 12   | 11   | 11   | 12  | 12  |
| Ј ј   |     |       |     |     |      | 12  | 11   |      |      |         |      |     |     |     |    |        |     |     |     |      |      |      |     |     |
| К к   | 12  | 17    | 15  | 12  | 11   | 13  | 12   | 14   | 13   | 13      | 16   | 15  | 14  | 14  | 14 | 20     | 14  | 14  | 12  | 14   | 12   | 12   | 13  | 14  |
| Ҡ ҡ   |     |       |     |     |      |     |      | 15   |      |         |      |     |     |     |    |        |     |     |     |      |      |      |     |     |
| Қ қ   |     |       |     |     |      |     |      |      |      |         |      |     |     |     |    | 23     | 15  | 15  |     | 15   |      |      |     |     |
| Ҟ ҟ   |     |       |     |     |      |     |      |      |      |         |      |     |     |     |    | 26     |     |     |     |      |      |      |     |     |
| Л л   | 13  | 18    | 16  | 13  | 12   | 14  | 13   | 16   | 14   | 14      | 18   | 16  | 18  | 15  | 15 | 29     | 16  | 16  | 13  | 16   | 13   | 13   | 14  | 15  |
| Љ љ   |     |       |     |     |      | 15  | 14   |      |      |         |      |     |     |     |    |        |     |     |     |      |      |      |     |     |
| М м   | 14  | 19    | 17  | 14  | 13   | 16  | 15   | 17   | 15   | 15      | 19   | 17  | 19  | 16  | 16 | 30     | 17  | 17  | 14  | 17   | 14   | 14   | 15  | 16  |
| Н н   | 15  | 20    | 18  | 15  | 14   | 17  | 16   | 18   | 16   | 16      | 20   | 18  | 20  | 17  | 17 | 31     | 18  | 18  | 15  | 18   | 15   | 15   | 16  | 17  |
| Ҥ ҥ   |     |       |     |     |      |     |      |      |      | 17      |      |     |     |     | 18 |        |     |     |     |      |      |      |     |     |
| Њ њ   |     |       |     |     |      | 18  | 17   |      |      |         |      |     |     |     |    |        |     |     |     |      |      |      |     |     |
| Ң ң   |     |       |     |     |      |     |      | 19   |      |         |      |     |     |     |    |        | 19  |     | 16  |      |      |      | 17  | 18  |
| О о   | 16  | 21    | 19  | 16  | 15   | 19  | 18   | 20   | 17   | 18      | 21   | 19  | 21  | 18  | 20 | 32     | 20  | 19  | 17  | 19   | 16   | 16   | 18  | 19  |
| Ө ө   |     |       |     |     |      |     |      | 21   |      |         |      |     |     |     | 21 |        | 21  |     | 18  |      |      | 17   | 19  |     |
| Ӧ ӧ   |     |       |     |     |      |     |      |      | 18   | 19      |      | 20  |     |     |    |        |     |     |     |      |      |      |     | 20  |
| Ҩ ҩ   |     |       |     |     |      |     |      |      |      |         |      |     |     |     |    | 60     |     |     |     |      |      |      |     |     |
| П п   | 17  | 22    | 20  | 17  | 16   | 20  | 19   | 22   | 19   | 20      | 22   | 21  | 23  | 19  | 22 | 33     | 22  | 20  | 19  | 20   | 17   | 18   | 20  | 21  |
| Ҧ ҧ   |     |       |     |     |      |     |      |      |      |         |      |     |     |     |    | 34     |     |     |     |      |      |      |     |     |
| Р р   | 18  | 23    | 21  | 18  | 17   | 21  | 20   | 23   | 20   | 21      | 24   | 22  | 25  | 20  | 23 | 35     | 23  | 21  | 20  | 21   | 18   | 19   | 21  | 22  |
| С с   | 19  | 24    | 22  | 19  | 18   | 22  | 21   | 24   | 21   | 22      | 25   | 23  | 26  | 21  | 24 | 36     | 24  | 22  | 21  | 22   | 19   | 20   | 22  | 23  |
| Ҫ ҫ   |     |       |     |     |      |     |      | 25   |      |         |      |     |     | 22  |    |        |     |     |     |      |      |      |     |     |
| Т т   | 20  | 25    | 23  | 20  | 19   | 23  | 22   | 26   | 22   | 23      | 26   | 24  | 27  | 23  | 26 | 37     | 25  | 23  | 22  | 23   | 20   | 21   | 23  | 24  |
| Ҭ ҭ   |     |       |     |     |      |     |      |      |      |         |      |     |     |     |    | 39     |     |     |     |      |      |      |     |     |
| Ћ ћ   |     |       |     |     |      |     | 23   |      |      |         |      |     |     |     |    |        |     |     |     |      |      |      |     |     |
| Ќ ќ   |     |       |     |     |      | 24  |      |      |      |         |      |     |     |     |    |        |     |     |     |      |      |      |     |     |
| У у   | 21  | 26    | 24  | 21  | 20   | 25  | 24   | 27   | 23   | 24      | 28   | 25  | 29  | 24  | 27 | 41     | 27  | 24  | 23  | 24   | 21   | 22   | 24  | 25  |
| Ұ ұ   |     |       |     |     |      |     |      |      |      |         |      |     |     |     |    |        | 26  |     |     |      |      |      |     |     |
| Ү ү   |     |       |     |     |      |     |      | 28   |      |         |      |     |     |     | 28 |        | 28  |     | 24  |      |      | 23   | 25  |     |
| Ў ў   |     |       |     | 22  |      |     |      |      |      |         |      |     |     |     |    |        |     | 25  |     |      |      |      |     |     |
| Ӱ ӱ   |     |       |     |     |      |     |      |      |      | 25      |      |     |     |     |    |        |     |     |     | 25   |      |      |     | 26  |
| Ӳ ӳ   |     |       |     |     |      |     |      |      |      |         |      |     |     | 25  |    |        |     |     |     |      |      |      |     |     |
| Ф ф   | 22  | 27    | 25  | 23  | 21   | 26  | 25   | 29   | 24   | 26      | 29   | 26  | 31  | 26  | 29 | 42     | 29  | 26  | 25  | 26   | 22   | 24   | 26  | 27  |
| Х х   | 23  | 28    | 26  | 24  | 22   | 27  | 26   | 30   | 25   | 27      | 30   | 27  | 32  | 27  | 30 | 43     | 30  | 27  | 26  | 27   | 23   | 25   | 27  | 28  |
| Һ һ   |     |       |     |     |      |     |      | 31   |      |         |      |     |     |     | 25 |        | 31  |     |     |      |      |      | 28  |     |
| Ҳ ҳ   |     |       |     |     |      |     |      |      |      |         |      |     |     |     |    | 46     |     | 28  |     | 28   |      |      |     |     |
| Ц ц   | 24  | 29    | 27  | 25  | 23   | 28  | 27   | 32   | 26   | 28      | 32   | 28  | 35  | 28  | 31 | 48     | 32  | 27  | 27  |      | 24   | 26   | 29  | 29  |
| Ҵ ҵ   |     |       |     |     |      |     |      |      |      |         |      |     |     |     |    | 50     |     |     |     |      |      |      |     |     |
| Ч ч   | 25  | 30    | 28  | 26  | 24   | 29  | 28   | 33   | 27   | 29      | 34   | 29  | 37  | 29  | 32 | 52     | 33  | 29  | 28  | 29   | 25   | 27   | 30  | 30  |
| Џ џ   |     |       |     |     |      | 30  | 29   |      |      |         |      |     |     |     |    | 61     |     |     |     |      |      |      |     |     |
| Ӵ ӵ   |     |       |     |     |      |     |      |      |      |         |      | 30  |     |     |    |        |     |     |     |      |      |      |     |     |
| Ҷ ҷ   |     |       |     |     |      |     |      |      |      |         |      |     |     |     |    | 53     |     |     |     | 30   |      |      |     |     |
| Ӌ ӌ   |     |       |     |     |      |     |      |      |      |         |      |     |     |     |    |        |     |     |     |      |      |      |     | 31  |
| Ш ш   | 26  | 31    | 29  | 27  | 25   | 31  | 30   | 34   | 28   | 30      | 36   | 31  | 39  | 30  | 33 | 56     | 34  | 31  | 29  | 31   | 26   | 28   | 31  | 32  |
| Щ щ   | 27  | 32    | 30  |     | 26   |     |      | 35   | 29   | 31      | 37   | 32  | 40  | 31  | 34 |        | 35  |     | 30  |      |      | 29   | 32  | 33  |
| Ъ ъ   | 28  | 36    |     |     | 27   |     |      | 36   | 30   | 32      | 38   | 33  | 41  | 32  | 35 |        | 36  | 32  | 31  | 32   |      | 30   | 33  | 34  |
| Ы ы   | 29  | 15    |     | 28  |      |     |      | 37   | 31   | 33      | 39   | 34  | 42  | 33  | 36 | 59     | 37  |     | 32  |      | 27   | 31   | 34  | 35  |
| Ӹ ӹ   |     |       |     |     |      |     |      |      |      | 34      |      |     |     |     |    |        |     |     |     |      |      |      |     |     |
| Ь ь   | 30  | 35    | 31  | 29  | 28   |     |      | 38   | 32   | 35      | 40   | 35  | 43  | 34  | 37 |        | 39  |     | 33  |      | 28   | 32   | 35  |     |
| Э э   | 31  |       |     | 30  |      |     |      | 39   | 33   | 36      | 41   | 36  | 44  | 35  | 38 |        | 40  | 34  | 33  | 29   | 33   |      | 36  | 37  |
| Ә ә   |     |       |     |     |      |     |      | 40   |      |         |      |     |     |     |    | [ 58 ] | 2   |     |     |      |      |      | 2   |     |
| Ю ю   | 32  | 33    | 32  | 31  | 29   |     |      | 41   | 34   | 37      | 42   | 37  | 45  | 36  | 39 |        | 41  | 34  | 35  | 34   | 30   | 34   | 37  | 38  |
| Я я   | 33  | 34    | 33  | 32  | 30   |     |      | 42   | 35   | 38      | 43   | 38  | 47  | 37  | 40 |        | 42  | 36  | 35  | 31   | 35   |      | 38  | 39  |

### Комментарии
1. ↑  В юникоде называется просто Земля